# Frode Moen
Frode Moen, né le 1er mai 1969, est un skieur norvégien spécialiste du combiné nordique.

## Palmarès

### Coupe du monde
| Saison / Épreuve | Saison / Épreuve | Général | Général |
| ---------------- | ---------------- | ------- | ------- |
| Saison / Épreuve | Saison / Épreuve | Class.  | Points  |
| 1989             | 1989             | 36e     | 6       |
| 1990             | 1990             | 19e     | 15      |
| 1991             | 1991             | 9e      | 37      |
| 1992             | 1992             | 7e      | 42      |
| 1993             | 1993             | 18e     | 15      |
| 1994             | 1994             | 50e     | 68      |